# Braunsbrunnen

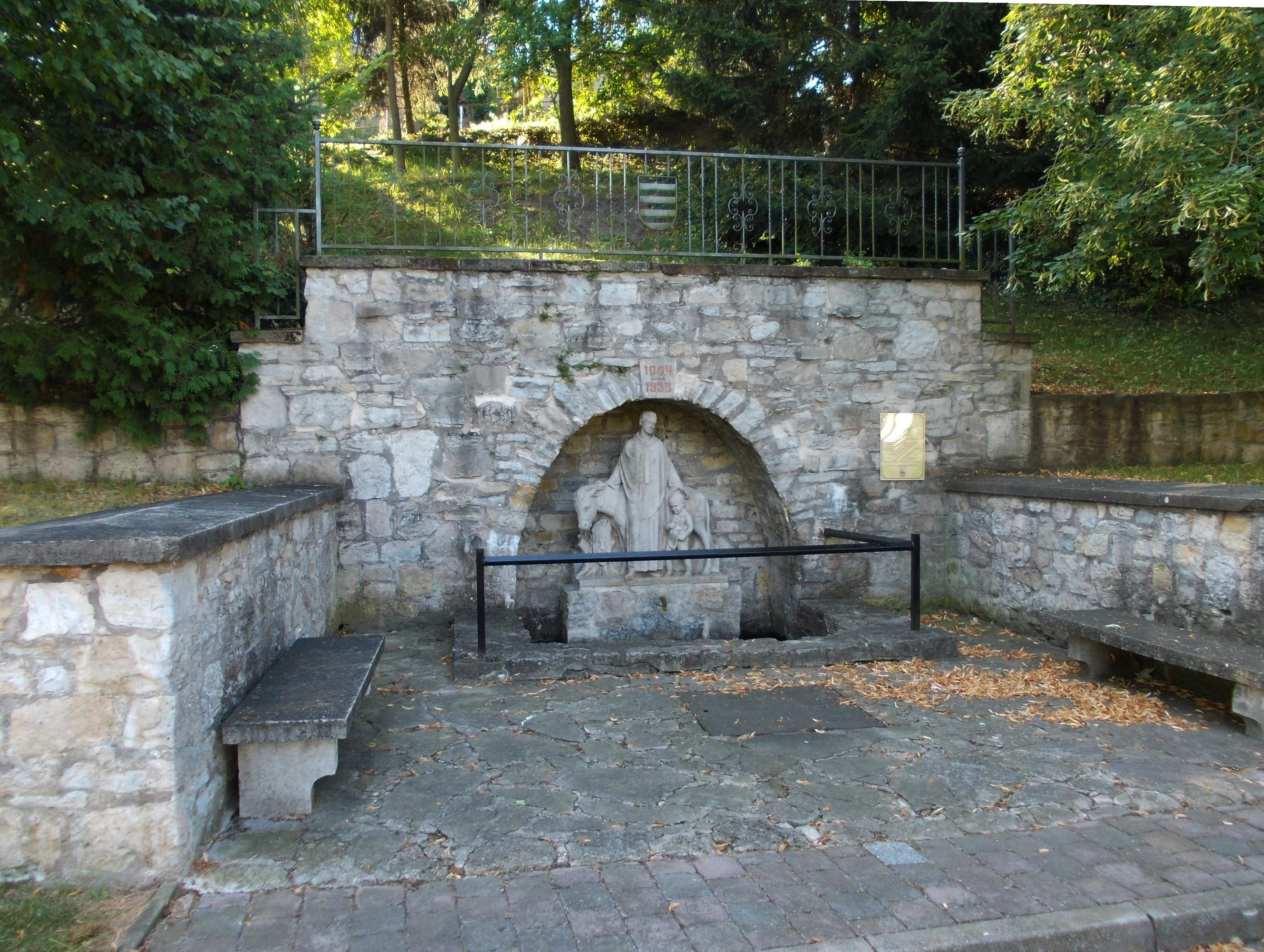
Braunsbrunnen am Brunnenherrenweg

Der Braunsbrunnen ist ein denkmalgeschützter Brunnen im Brunnenherrenweg der Stadt Querfurt in Sachsen-Anhalt. Im örtlichen Denkmalverzeichnis ist der Brunnen unter der Erfassungsnummer 094 05972 als Baudenkmal verzeichnet.

## Allgemeines
Der Brunnen ist ein  1935 errichtetes, dem Heiligen Brun von Querfurt gewidmetes Denkmal. Die von Bildhauer Kurt Otto geschaffene Skulptur wurde 1937 aufgestellt. Der Brunnen soll sich an der Stelle befinden, an dem Brun der Sage nach eine Quelle sprudeln ließ.
Am Schlussstein findet sich die Jahresangabe 1004 – 1935. Nicht geklärt ist, ob das Jahr 1004 den Zeitpunkt der Sage oder den seiner Erhebung zum Erzbischof datiert.
Neben diesem Braunsbrunnen steht noch ein weiterer Braunsbrunnen am Markt von Querfurt.

## Sage
Als Bruns Bruder Gebhard I. von Querfurt abwesend war, gebar seine Frau Neunlinge. Damals glaubte man, das bedeute, sie habe mit neun verschiedenen Männern geschlafen. Daher beauftragte sie ihre Magd, acht der neun Kinder zu ertränken. Als die Magd die Kinder in einem Kessel zum Teich trug, traf sie unterwegs auf Brun. Als dieser den Hintergrund erfuhr, nahm er die Kinder an sich. Er ließ eine Quelle entspringen und taufte die Kinder. Danach verteilte er die Kinder auf verschiedene Familien. Jahre später, als offensichtlich war, wer der Vater der Kinder ist, unterrichtete er seinen Bruder und dessen Frau über den Verbleib der Kinder.

## Denkmalstandort
Der Standort des Brunnens wurde schon in früheren Zeiten urkundlich erwähnt. So heißt es im Jahr 1654 bei Caspar Schneider: Unterm Dorffe ist am Berge ein schöner gewölbter Brunn umb und umb mit steinernen Bäncken darinne S. Bruno die obgedachten 8. kindlein getauft haben sol; dahero er auch der Brauns-Brunn und der Berg der Braunsberg genennet wird.
Damals existierte bereits eine Einfassung um den Brunnen.